# Паддубки
Паддубки — деревня в Кольчугинском районе Владимирской области России, входит в состав Раздольевского сельского поселения.

## География
Деревня расположена в 7 км на запад от центра поселения посёлка Раздолье и в 3 км на юг от райцентра города Кольчугино, рядом с деревней расположено СНТ «Мелиоратор».

## История
В конце XIX — начале XX века деревня входила в состав Завалинской волости Покровского уезда, с 1925 года — в составе Кольчугинской волости Александровского уезда. В 1859 году в деревне числилось 11 дворов, в 1905 году — 11 дворов, в 1926 году — 18 дворов.
С 1929 года деревня входила в состав Беречинского сельсовета Кольчугинского района, с 1978 года — в составе Белореченского сельсовета, с 1984 года — в составе Раздольевского сельсовета, с 2005 года — в составе Раздольевского сельского поселения.

## Население
| 1859 | 1905 | 1926 | 2002 | 2010 | 2021 |
| ---- | ---- | ---- | ---- | ---- | ---- |
| 70   | ↗81  | ↘69  | ↘12  | ↘8   | ↗12  |